# Kamer van Koophandel (Nederland)

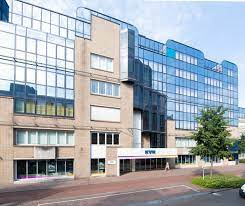
KVK Utrecht

De Kamer van Koophandel (KVK) in Nederland biedt informatie, voorlichting en ondersteuning aan bedrijven en organisaties. Haar wettelijke taken zijn gericht op het registreren (Handelsregister, UBO en LEI), informeren en adviseren van bedrijven en organisaties. Deze taken zijn wettelijk vastgelegd in de Wet op de Kamer van Koophandel en de Handelsregisterwet. KVK is een zelfstandig bestuursorgaan met diverse regionale kantoren en een hoofdkantoor in Utrecht.

## Geschiedenis
Al voor 1800 bestonden er colleges en comités die de gezamenlijke belangen van de kooplieden en fabrikanten behartigden. Deze kwamen voort uit de middeleeuwse gilden. Begin 19e eeuw werd in het door Napoleon Bonaparte bezette deel van Europa het patentrecht ingesteld. In 1803 werd in Rotterdam, onder druk van het Franse bestuur, de eerste Kamer van Koophandel geopend.
In 1814 legde koning Willem I de positie van de Kamers van koophandel en fabryken vast in een Koninklijk Besluit. Deze Kamers van Koophandel hadden oorspronkelijk slechts een adviserende taak en waren financieel afhankelijk van de gemeenten.
In 1920 werden de Kamers van Koophandel onafhankelijk van de gemeenten en werden ze georganiseerd in 36 regionale kamers. In 1921 kregen ze hun belangrijke openbare administratieve taak, toen de Handelsregisterwet werd ingevoerd.
Door fusies werd het aantal Kamers van Koophandel in Nederland per 1 januari 2008 teruggebracht tot 12. Sinds 1 januari 2014 zijn alle regionale Kamers gefuseerd tot één organisatie. In de loop van 2008 trad verder een nieuwe Handelsregisterwet in werking. Dit had tot gevolg dat de tot dan toe niet inschrijvingsplichtige "ondernemers" alsnog werden ingeschreven. Dit zou resulteren in een bestandsgroei van ± 13%. Denk hierbij aan maatschappen, tandartsen, agrariërs en ook overheidsinstanties. Dit zorgt volgens het ministerie van Economische Zaken voor een volledig register en meer rechtszekerheid voor ondernemers.
Per 1 januari 2013 is de jaarlijkse heffing voor ingeschreven ondernemers en rechtspersonen (de Handelsregisterbijdrage) afgeschaft. Hiermee verloor de Kamer van Koophandel een belangrijke bron van inkomsten. De overheid wilde hiermee een lastenverlichting voor het bedrijfsleven realiseren. Was er voor niet-ondernemende stichtingen en verenigingen jaarlijks zo'n 20 tot 30 euro te betalen, dan kon dit voor vennootschappen met een aandelenkapitaal (zoals BV en NV) vele honderden euro's op jaarbasis zijn. De hoogte van de bijdrage was bij deze vennootschappen afhankelijk van de omvang van het geplaatste aandelenkapitaal. Sinds de afschaffing wordt enkel bij de eerste inschrijving van een onderneming of organisatie in het Handelsregister een eenmalige inschrijfvergoeding geheven.

## Organisatie
KVK is een zelfstandig bestuursorgaan, geregeld in de Wet op de Kamer van Koophandel. De registratietaak van KVK is geregeld in de Handelsregisterwet 2007. Het budget van KVK wordt gefinancierd uit de rijksbegroting en door inkomsten uit (kostendekkende) tarieven voor verleende diensten en geleverde producten. KVK is een organisatie zonder winstoogmerk, complementair aan andere publieke en private organisaties.
De Raad van Bestuur is verantwoordelijk voor de totale aansturing van de organisatie. Het ministerie van Economische Zaken houdt als eindverantwoordelijk departement op hoofdlijnen toezicht. De Raad van Bestuur ontvangt over het te voeren beleid adviezen van de Centrale Raad en vijf Regionale Raden. Deze raden bestaan uit twaalf vertegenwoordigers van (regionale) werkgevers- en werknemersorganisaties en overige leden. De Regionale Raden adviseren over regionale activiteiten van de organisatie, de Centrale Raad adviseert over landelijke prioriteiten en projecten.
De landelijke organisatie heeft een regionale verankering en opereert sterk regionaal.
KVK heeft vijf regio's:
- Noord, met kantoren in Groningen en Leeuwarden
- Oost, met kantoren in Arnhem, Zwolle, Enschede, Apeldoorn en Nijmegen
- Noordwest, met kantoren in Amsterdam, Utrecht, Amersfoort, Almere en Alkmaar
- Zuidwest, met kantoren in Rotterdam, Den Haag en Middelburg
- Zuid, met kantoren in Eindhoven, Breda, Den Bosch en Roermond

Aan werknemers heeft de KvK per 1 januari 2014 circa 1500 fte (fulltime-equivalent). Met een landelijk dekkend netwerk van 18 kantoren blijft de KVK verbonden met ondernemers en organisaties in de regio en kan ze inspelen op hun specifieke behoeften rondom start en bedrijfsovername, innovatie, financiering en internationaal ondernemen. Door de landelijke aansturing kan KVK slagvaardig en efficiënt werken; zowel landelijk als in de vijf werkgebieden. De verschuiving naar meer gebruik van zogenaamde ‘big data’ met onder andere het Handelsregister als waardevolle bron, moet meer relevante informatie en data opleveren die ondernemers, organisaties en overheden kunnen gebruiken voor hun bedrijfsvoering en groei.

### Doel en activiteiten
KVK helpt ondernemers met starten, innoveren, financiering, wet- en regelgeving en internationaal ondernemen. Met het Handelsregister voert KVK de officiële en verplichte juridische registratie van alle ondernemingen en organisaties in Nederland uit. Naast het Handelsregister beheert KVK het UBO-register en LEI-register. Voor de uitgifte van LEI (Legal Entity Identifier) is KVK Local Operating Unit (LOU) voor Nederland. Het doel van de registers is het geven van rechtszekerheid in het economisch verkeer.
De diensten en producten van KVK vloeien voort uit haar wettelijk verplichte taken:
1. Beheren van het Nederlands Handelsregister. Dit is een van de basisregistraties van Nederland en aangemerkt als vitale infrastructuur. In het Handelsregister worden alle ondernemingen en rechtspersonen geregistreerd.
2. Voorlichting aan ondernemers: starten, overname of stoppen van een onderneming, financiering, innovatie, internationaal ondernemen, veilig zakendoen en wet- en regelgeving.
3. Regionale ondernemersondersteuning. Voor ondernemers met (groei)ambities op de thema’s: Start en overname, Internationaal ondernemen, Innovatie en Financiering.
4. Innovatiestimulering. Ondersteunen ondernemers bij het ontwikkelen en doorvoeren van innovaties.
5. Inrichten en beheren van Ondernemerspleinen – zowel digitaal als fysiek. KVK ontwikkelt en beheert het digitale Ondernemersplein. Dit webportal biedt één samenhangende toegang tot alle relevante informatie van publieke partijen waar ondernemers mee te maken hebben. Op vijf plaatsen in Nederland beheert KVK fysieke ondernemerspleinen (ontmoetingsplek) waar ook andere organisaties voor ondernemers aanwezig zijn zoals de Belastingdienst, gemeenten en onderwijsinstellingen.

## Kamers van Koophandel op Bonaire, Sint Eustatius en Saba
De Wet op de Kamer van Koophandel 2013 is niet van toepassing op de eilanden Bonaire, Sint Eustatius en Saba (BES oftewel Caribisch Nederland). Op deze BES-eilanden is de Wet op de Kamers van Koophandel en Nijverheid BES van toepassing.
Er zijn twee Kamers van Koophandel in Caribisch Nederland:
- De Kamer van Koophandel en Nijverheid Bonaire (KvK Sint Bonaire) met een kantoor op Bonaire.
- De Kamer van Koophandel en Nijverheid Sint Eustatius & Saba (KvK Sint Eustatius & Saba) met kantoren op Sint Eustatius en Saba.